# Breukelen
Breukelen este o comună și o localitate în provincia Utrecht, Țările de Jos. Acesta a fost odată municipiul. 

## Localități componente
Breukelen, Kockengen, Nieuwer Ter Aa.